# Jesse James vs. the Daltons
Jesse James vs. the Daltons è un film del 1954 diretto da William Castle.
È un western statunitense con Brett King, Barbara Lawrence e James Griffith. è basato sulle vicende della banda criminale dei fratelli Dalton, attiva alla fine del 1800.

## Trama
Joe Branch, il presunto figlio del criminale Jesse James, ha intenzione di scoprire la verità su suo padre affrontando la leggendaria Banda Dalton.

## Produzione
Il film, diretto da William Castle su una sceneggiatura di Robert E. Kent e Samuel Newman e un soggetto di Edwin V. Westrate, fu prodotto da Sam Katzman per la Esskay Pictures Corporation e girato nel Columbia/Warner Bros. Ranch a Burbank e nel Rowland V. Lee Ranch a Los Angeles, California, dal 7 al 18 luglio 1953.

## Distribuzione
Il film fu distribuito negli Stati Uniti dal 2 aprile 1954 al cinema dalla Columbia Pictures.
Altre distribuzioni:
- in Germania Ovest il 22 luglio 1960 (Legt ihn nicht um!)
- in Finlandia il 29 novembre 1963 (Jesse James spår) (Jesse Jamesin jäljillä)
- in Belgio (Jesse James contre les Daltons)
- in Belgio (Jesse James tegen de Daltons)
- in Brasile (Jesse James Contra os Daltons)
- in Grecia (Stavroforia liston)

## Promozione
Le tagline sono:
- THE LAST BRAWLING DAYS OF THE LAWLESS WEST in 3D!
- THE DEADLIEST GUNSLINGERS OF THE WEST!